# Wełes
Wełes (w latach 1946–1991 Titov Veles; maced. Велес, bułg. Велес – Weles, tur. Köprülü, gr. Βελεσά – Welesa) – miasto w centralnej Macedonii Północnej, u ujścia Topolki do Wardaru. Ośrodek administracyjny gminy Wełes. Liczba mieszkańców – 43 716 osób (92% Macedończyków, 4% Turków) [2002], wysokość – 206 m n.p.m.
Położone na strategicznym szlaku z przełęczy Kačanik w Kosowie do przełęczy Demirkapija, umożliwiało osłonę Skopje od strony Salonik. Co najmniej od 168 r. p.n.e. w miejscu dzisiejszego Wełesu istniało miasto Bilazora – siedziba królów Peonii. Po zasiedleniu okolicy przez Słowian w VII wieku miasto otrzymało obecną nazwę. W XIV wieku miasto przyłączono do Serbii, a niedługo potem zostało zdobyte przez Turków. W okresie osmańskim nosiło nazwę Köprülü od albańskiego rodu wysokich urzędników osmańskich o tym nazwisku. Szybszy rozwój Wełesu nastąpił dopiero pod koniec XIX wieku, po wybudowaniu kolei wardarskiej ze Skopje (Üsküp) do Salonik. Od połowy XIX wieku Veles był jednym z ośrodków macedońskiego ruchu narodowowyzwoleńczego – stąd pochodziło wielu działaczy narodowych, tutaj już w latach czterdziestych XIX wieku otwarto pierwszą szkołę z macedońskim językiem nauczania. W okresie socjalistycznej Jugosławii (do 1996 r.) miasto nosiło nazwę Titow Wełes. W latach 70. XX wieku na jednym ze wzgórz wybudowano monumentalny pomnik poległych.
Dzisiejszy Wełes jest jednym z największych ośrodków przemysłowych Macedonii – działają tu huta cynku i ołowiu oraz zakłady przemysłu maszynowego, lekkiego i chemicznego. Wełes jest ważnym węzłem kolejowym – od głównej linii ze Skopja do Salonik odchodzą tu linie do Koczani przez Sztip i do Floriny przez Prilep i Bitolę. Przez miasto przebiega droga E75.

## Miasta partnerskie
- Nowogard, Polska
- Pernik, Bułgaria
- Pula, Chorwacja
- Slobozia, Rumunia
- Swisztow, Bułgaria